# Нерв

Схема нервової системи людини

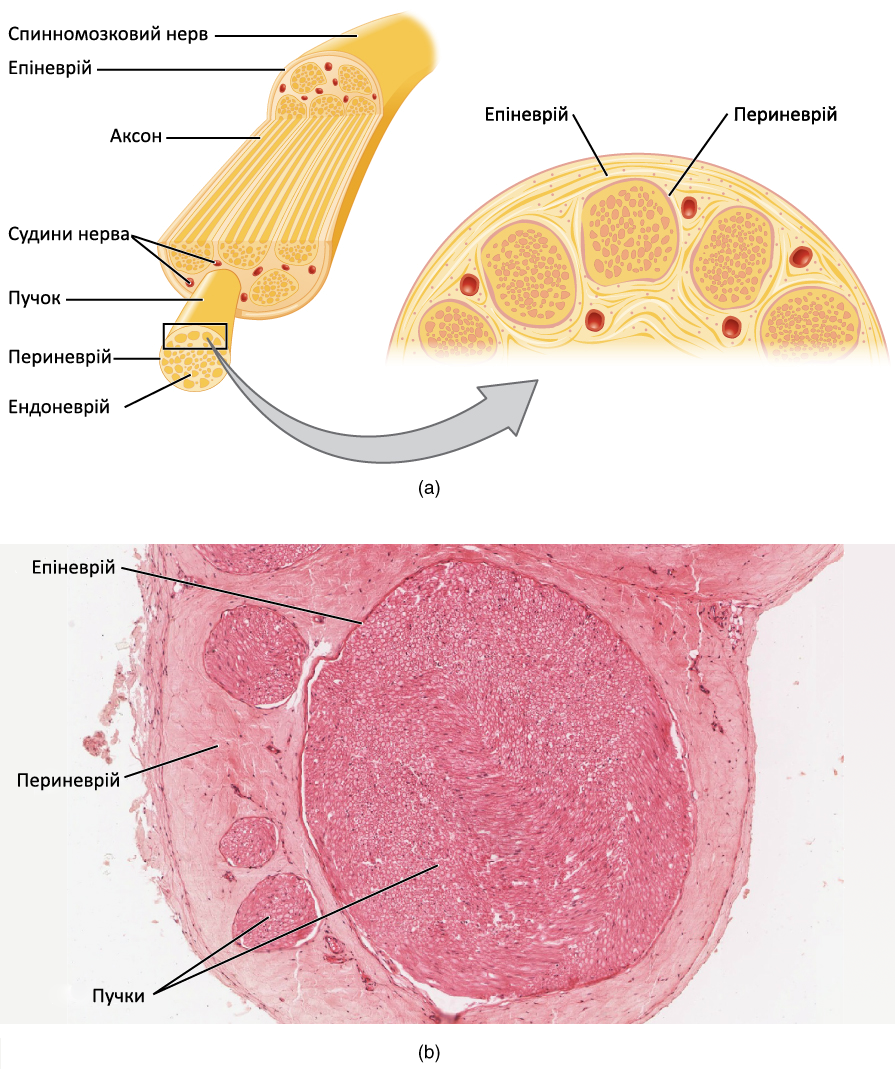
Структура нерва

Нерв (лат. nervus) — тонка волокнина в організмі людини, хребетних і більшості безхребетних тварин, що відходить від головного або спинного мозку і є складовою частиною розгалуженої системи, яка керує діяльністю організму.
Нерв являє собою покриту оболонкою структуру, що складається з пучка нервових волокон, в основному, представлених аксонами нейронів і підтримувальною їх нейроглією.
Периферійний нерв складається з декількох пучків аксонів, покритих оболонками зі шваннівських клітин, а також декількома сполучнотканинними оболонками: ендоневрій покриває кожен мієлінізований аксон, кілька таких аксонів об'єднуються в пучки, вкриті периневрієм. Кілька пучків, разом з кровоносними судинами і жировими включеннями, вкриті загальною оболонкою, епіневрієм, і становлять нерв.

## Будова нерва
Периферичний нерв складається з кількох пучків нервових волокон. Нервове волокно являє собою довгий відросток нейрона — аксон, який передає нервові імпульси, вкритий оболонкою з шваннівських клітин. Мієлінізовані волокна, на відміну від немієлінізованих, оточені також і мієліновою оболонкою..
До складу мієлінових оболонок входять мієлін та шваннівські клітини нейроглії. Оболонки дуже важливі для передачі й збільшення швидкості нервового імпульсу. Кровоносні та лімфатичні судини знаходяться в цих оболонках.. Мієлін надає нервам білий колір, безмієлінові мають сірий колір..
Кількість волокнин у нервів зазвичай складає від тисячі до десятків тисяч, тим не менш може сильно варіювати — в зоровому нерві людини їх більше ніж 1 млн, а деякі нерви безхребетних можуть складатись всього з декількох волокнин. По кожній волокнині нервовий імпульс передається ізольовано, не заходячи на інші. Нервові волокнини можуть передавати сигнал тільки в одному напрямку, тому вони можуть бути або відцентровими, тобто руховими, які передають інформацію до виконавчих органів, або доцентровими, тобто чуттєвими, які передають інформацію від рецепторів. Волокнини об'єднані в пучки, вкриті оболонкою зі з'єднувальної тканини — перинервієм. Від оболонки всередину пучка проникають тонкі прошарки — ендоневрій. Декілька пучків, разом з кровоносними та лімфатичними судинами й жировими включеннями, вкриті загальною оболонкою, епінервієм, і являють собою нерв..

## Класифікація нервів
Нерви поділяються на:
- чутливі (аферентні) — складаються з дендритів чутливих нейронів, проводять імпульс збудження з рецептору у центральну нервову систему;
- змішані — складаються з дендритів і аксонів, проводять імпульс у двох напрямках (з рецептора в ЦНС і навпаки);
- рухові (еферентні) — складаються з аксонів нейронів руху, проводять імпульс зі ЦНС у виконавчі органи (м'язи і залози).

За характером іннервованих органів нерви поділяють на вегетативні і соматичні. Вегетативні забезпечують діяльність внутрішніх органів, залоз внутрішньої й зовнішньої секреції, кровоносних і лімфатичних судин. Соматичні є чутливими та руховими нервами, що іннервують м'язи (у хребетних — скелетні), шкіру, суглоби.
За глибиною знаходження розрізняють поверхневі, або шкіряні, і глибокі, або м'язові нерви. В хребетних існують черепні нерви — з'єднані з головним мозком, і спинномозкові — з'єднані зі спинним мозком.

### Черепні нерви
Черепні нерви беруть початок у відповідних їм ядрах головного мозку, крізь отвори в основі черепа, як правило, надалі розгалужуються на голові й шиї, та лиш блукаючий нерв розгалужується ще в грудинній і черевній порожнинах.
1. Нюховий нерв (лат. nervi olfactorii) — відповідальний за нюхову чутливість.
2. Зоровий нерв (лат. Nervus opticus) — пара черепних нервів, за якими зорові подразнення, сприйняті чутливими клітинами сітківки, передаються в головний мозок.
3. Окоруховий нерв (лат. nervus oculomotorius) — пара черепних нервів, що відповідає за рух очного яблука, підняття повік, реакцію зіниць на світло.
4. Блоковий нерв лат. nervus trochlearis — пара черепних нервів, яка іннервує верхній косий м'яз (лат. m. obliquus superior), що повертає очне яблуко назовні та вниз.
5. Трійчастий нерв є змішаним. Трьома його гілками (лат. ramus ophthalmicus — V1, ramus maxillaris — V2, ramus mandibularis — V3) через Гассерів вузол (ganglion trigeminale) йде інформація від верхньої, середньої і нижньої третин обличчя відповідно. Кожна гілка несе інформацію від м'язів, шкірних і більових рецепторів кожної третини обличчя. В Гассеровому вузлі інформація сортується за типом, та вже інформація від м'язів усього обличчя йде до чуттєвого ядра трійчастого нерва, розташований білою частиною в середньому мозку (частково заходить на міст); кожна інформація від усього обличчя прямує в «головне ядро» (лат. nucleus pontinus nervi trigemini), яке розташоване в мосту; а більова чутливість в nucleus spinalis nervi trigemini, що йде від моста через довгастий мозок у спинний. Трійчастому нерву належить також рухове ядро (лат. nucleus motorius nervi trigemini), що знаходиться в мосту й відповідає за іннервацію жувальних м'язів.
6. Відвідний нерв (лат. nervus abducens) — черепні нерви, які іннервують латеральний прямий м'яз (лат. m. rectus lateralis) і відповідають за відведення очного яблука.
7. Лицевий нерв (лат. nervus facialis) — виходить з мозку між Варолієвим мостом і довгастим мозком, іннервує мімічні м'язи обличчя. Також у складі лицевого нерва проходить проміжний нерв, відповідальний за іннервацію слізної залози, стремінцевого м'яза і смакової чутливості двох передніх третин язика.
8. Присінково-завитковий нерв (лат. nervus vestibulocochlearis) — нерви спеціальної чутливості, які відповідають за передачу слухових імпульсів, які надходять з вестибулярного відділу внутрішнього вуха.
9. Язико-глотковий нерв (лат. nervus glossopharyngeus) забезпечує:
  - рухову іннервацію шилоглоткового м'яза (лат. m. stylopharyngeus), підіймаючого глотку;
  - іннервацію привушної залози (лат. glandula parotidea) забезпечуючи її секреторну функцію;
  - загальну чутливість глотки, мигдаликів, м'якого піднебіння, євстахієвої труби, барабанної порожнини;
  - смакову чутливість задньої третини язика.
10. Блукаючий нерв (лат. n.vagus) є змішаним, забезпечує:
  - рухову іннервацію м'язів м'якого піднебіння, глотки, гортані, а також поперечно-посмугованих м'язів стравоходу;
  - парасимпатичну іннервацію гладких м'язів легенів, стравоходу, шлунка і кишківника (до селезінкового вигину ободової кишки), а також м'язів серця. Також впливає на секрецію залоз шлунку і підшлункової залози.